# V-card
V-card, i marknadsföringssyfte skrivet vCard, är ett standard filformat för elektroniska visitkort. V-card är ofta knutna till e-postmeddelanden, men kan utbytas på andra sätt, exempelvis på internetsidor. De kan innehålla namn och adressuppgifter, telefonnummer, e-postadresser, webbadresser, logotyper, fotografier och till och med ljudklipp.

## Exempel på en V-card-fil
Följande är ett exempel på en V-card-fil med innehåll om en person:
V-card 2.1:
```
BEGIN:VCARD
VERSION:2.1
N:Gump;Forrest
FN:Forrest Gump
ORG:Bubba Gump Shrimp Co.
TITLE:Shrimp Man
TEL;WORK;VOICE:(111) 555-1212
TEL;HOME;VOICE:(404) 555-1212
ADR;WORK:;;100 Waters Edge;Baytown;LA;30314;United States of America
LABEL;WORK;ENCODING=QUOTED-PRINTABLE:100 Waters Edge=0D=0ABaytown, LA 30314=0D=0AUnited States of America
ADR;HOME:;;42 Plantation St.;Baytown;LA;30314;United States of America
LABEL;HOME;ENCODING=QUOTED-PRINTABLE:42 Plantation St.=0D=0ABaytown, LA 30314=0D=0AUnited States of America
EMAIL;PREF;INTERNET:forrestgump@example.com
REV:20080424T195243Z
END:VCARD

```

V-card 3.0:
```
BEGIN:VCARD
VERSION:3.0
N:Gump;Forrest
FN:Forrest Gump
ORG:Bubba Gump Shrimp Co.
TITLE:Shrimp Man
TEL;TYPE=WORK,VOICE:(111) 555-1212
TEL;TYPE=HOME,VOICE:(404) 555-1212
ADR;TYPE=WORK:;;100 Waters Edge;Baytown;LA;30314;United States of America
LABEL;TYPE=WORK:100 Waters Edge\nBaytown, LA 30314\nUnited States of America
ADR;TYPE=HOME:;;42 Plantation St.;Baytown;LA;30314;United States of America
LABEL;TYPE=HOME:42 Plantation St.\nBaytown, LA 30314\nUnited States of America
EMAIL;TYPE=PREF,INTERNET:forrestgump@example.com
REV:20080424T195243Z
END:VCARD

```

## Egenskaper
V-card använder följande egenskapstyper: *FN, *N, NICKNAME, *PHOTO, *BDAY, *ADR, *LABEL, *TEL, *EMAIL, *MAILER, *TZ, *GEO, *TITLE, *ROLE, *LOGO, *AGENT, *ORG, CATEGORIES, *NOTE, PRODID, *REV, SORT-STRING, *SOUND, *URL, *UID, *VERSION, CLASS, *KEY.
| Name    | Beskrivning                  | Anteckning |
| ------- | ---------------------------- | --- |
| N       | Namn                         | En strukturerad representation av namnet på den person, plats eller sak i samband med vCard objektet.                                                                                  |
| FN      | Formaterat namn              | Den formaterade namn strängen i samband med vCard objektet |
| PHOTO   | Fotografi                    | En bild eller foto av personen |
| BDAY    | Födelsedag                   | Födelsedag för personen |
| ADR     | Leveransadress               | Den fysiska adressen för vCard objektet |
| LABEL   | Adress                       | Etikett för fysisk leverans till den person / objekt i samband med vCard-objektet |
| TEL     | Telefon                      | Den kanoniska nummer strängen för ett telefonnummer för vCard objektet |
| EMAIL   | E-post                       | E-postadressen för vCard objektet |
| MAILER  | E-post Program (Optional)    | Vilket e-postprogram som användaren använder |
| TZ      | Tidszon                      | Information om vilken tidszon vCard objektet använder |
| GEO     | Global Positioning           | Latitud and longitud för vCard objektet |
| TITLE   | Titel                        | Anger jobbtitel, funktionell ställning eller funktion för vCard-objektet inom en organisation (VP forskning och utveckling)                                                            |
| ROLE    | Yrke                         | yrke eller affärsverksamhet kategori för vCard objektet inom en organisation (till exempel direktör)                                                                                   |
| LOGO    | Logo                         | En bild eller grafik av logotypen för organisationen som vCard-objektet tillhör |
| AGENT   | Agent                        | Information om en annan person som agerar på uppdrag av vCard objektet. Exempelvis administratör, assistent eller sekreterare                                                          |
| ORG     | Företag eller avdelningsnamn | Namnet och valfritt enhet (er) av organisationen i samband med vCard objektet. Denna fastighet är baserat på X.520 Organisationens namn attribut och X.520 organisationsenhet attribut |
| NOTE    | Notering                     | Anger kompletterande information eller en kommentar som är associerad med vCard |
| REV     | Senast ändrad                | Kombination av kalendern datum och klockslag för den senaste uppdateringen till vCard objektet                                                                                         |
| SOUND   | Ljud                         | Som standard, om denna egendom inte är grupperade med andra egenskaper som det anges uttalet av Formaterad Namn egendom vCard objektet.                                                |
| URL     | URL                          | En URL till Internet-plats som kan användas för att få information i realtid om vCard-objektet                                                                                         |
| UID     | Unique Identifier            | Anger ett värde som motsvarar en ihållande, globalt unik identifierare i samband med objektet                                                                                          |
| VERSION | Version                      | Version av vCard-specifikationen |
| KEY     | Public Key                   | Den offentliga krypteringsnyckeln samband med vCard objektet |

Dessutom, eftersom V-card förstärker RFC-2425, en standard för nummerupplysning, stöds även följande egenskapstyper: SOURCE, NAME, PROFILE, BEGIN, END.